# Dead Space (игра, 2011)
Dead Space — научно-фантастический шутер от третьего лица в жанре survival horror, разработанный IronMonkey Studios по заказу Electronic Arts для iOS, Android и BlackBerry PlayBook. Действие игры происходит незадолго до начала событий Dead Space 2 и рассказывает о том, как некроморфы проникли на космическую станцию «Титан».

## Сюжет
Инженеру с позывным «Вандал» (англ. Vandal), недавно завербованному юнитологами, дается секретное задание уничтожить несколько панелей на космической станции Титана. После их уничтожения на станцию нападают некроморфы, а директор станции Ханс Тайдман объявляет Вандала саботажником. Узнав об этом, он обвиняет Тайлера, человека, инструктировавшего его по радио, в том, что тот не рассказал о настоящей цели миссии, но Тайлер заявляет, что был не в курсе целей плана. Вместе они решают сбежать.
После длительных путешествий по станции Тайлер на время пропадает из эфира. Затем Тайлер возвращается и просит «Вандала» открыть двери карантина в жилой сектор, уверяя, что это вызовет включение более сильной защиты и позволит защитить сектор от некроморфов. После открытия дверей некроморфы начинают проникать в жилой сектор. Тайлер признается, что обманывал «Вандала». Тайдман сообщает «Вандалу», что ядро реактора перегревается и требует, чтобы «Вандал» проверил его состояние. Выясняется, что реактор «душит» огромный некроморф, которого «Вандалу» удается убить. После этого некроморф срывает шлем с «Вандала», и выясняется, что «Вандал» — девушка по имени Кэрри Нортон (игра до самого финала скрывает, что главный герой — женщина, в шлеме её голос хоть и металлический, но все равно определенно мужской). С большими травмами она, опираясь на перила, сообщает что она убила «душителя» и задание выполнено, но, видимо, не получает ответа. Она пытается связаться с кем-нибудь на станции, но безуспешно. Начинаются титры. После титров слышен разговор Тайлера, который сообщает высшему чину, что план по проникновению некроморфов на станцию прошел успешно. Дальнейшие события на космической станции раскрываются в прямом продолжении игровой серии Dead Space 2. Судьба главной героини остается неизвестной, хотя во второй части можно найти аудиолог с последним отчётом «Вандала», находящийся рядом с обезображенным трупом женщины.

## Игровой процесс

Одна из игровых механик мобильной Dead Space: чтобы отбить нападение некроморфа, необходимо свайпом разрезать ему лезвие

С левой стороны устройства можно управлять движениями персонажа, с правой — прицеливаться и атаковать. Двойное нажатие на персонажа заставляет его повернуться на 180 градусов. Нажатие на экран заставляет персонажа прицелиться, повторное нажатие — использовать оружие; наклон экрана позволяет переключить оружие в альтернативный режим атаки. Если провести по экрану диагональную линию слева направо, персонаж использует пилу. Некоторые части монстров более уязвимы, нежели остальные, так, возможно сбивать им их конечности.

Выбор оружия в меню игры

Индикатор заряда светится в виде двух чисел на оружии. При нажатии на него (если он обведен стрелочками) происходит перезарядка. При нажатии на спину(синий подсвеченный шестиугольник) Вандал стреляет стазис-зарядом, замораживая одного или нескольких стоящих рядом монстров. В безвоздушном пространстве нужно нацелиться на другую точку притяжения и потрясти устройство.
Основными противниками в игре снова становятся некроморфы — инопланетные формы жизни, заражающие и преобразующие мёртвые ткани. Превращение трупа в некроморфа занимает секунды. Внутренняя структура некроморфов примитивна, у них нет жизненно важных центров, подобных сердцу или мозгу, поэтому основной путь уничтожения — расчленение, которое обычно достигается отстрелом конечностей. Помимо основных некроморфов имеются их более молодые версии имеющие характерный чёрный цвет, горящие глаза и повышенную силу и стойкость. Большинство видов некроморфов являются мутировавшими людьми.
Как и в первом Dead Space, первые буквы названий уровней образуют предложение, намекающее на основной сюжетный поворот в повествовании: «He will betray» (англ. Он предаст).
В процессе игры главный персонаж будет испытывать галлюцинации, вызванные воздействием Обелиска, находящегося на станции. Несколько раз за игру она встречает человека в костюме как у неё, движущегося синхронно с ней, а когда она подходит вплотную, тот превращается в некроморфа. Где-то в середине игры «Вандал» попадала в помещение, тянущееся бесконечно, а единственный выход был обозначен как «Неверный». В другой комнате единственная дверь, через которую героиня входит, тут же исчезает на некоторое время. Иногда в комнатах с полезными вещами ей казалось, что вокруг много трупов и крови. Ближе к концу игры, у неё была большая галлюцинация, что она посреди пустыни, вдали виднеется огромный обелиск, а текущее задание гласит, что ей нужно «Побороть свой страх».
Обновление 1.03 добавило в игру режим выживания, в котором необходимо противостоять некроморфам как можно дольше, и новый уровень сложности Nightmare (англ. кошмар)

## Восприятие
Ещё до выхода игра была отмечена некоторыми изданиями как одна из самых ожидаемых игр для мобильных платформ Apple. По сообщениям Gamasutra в первый же день появления в магазине AppStore игра заняла второе место по продажам и до марта несколько раз попадала в десятку самых продаваемых игр недели. Ресурс TouchArcade присвоил игре 5 звезд и отметил её как одну из лучших игр января 2011 года. Игра попала в список 25-ти лучших игр на iPhone по версии IGN. В июле игра получила награду «Best Game» по версии Meffys. Игровой ресурс GameRanks дал игре 8 место в списке самых лучших на iOS.

### Рецензии
На агрегаторе рецензий Metacritic игра набрала 88 очков из 100. Отдельно 83 очка набрала версия для iPad.
Рецензент IGN отметил, что, хотя iPhone не очень подходит для хоррор-игр из-за небольшого экрана, Dead Space на нём выглядит очень жутко и кроваво. Он отметил хорошую реализацию управления персонажем, положительно охарактеризовал визуальную составляющую и отметил интересный сюжет; отдельно он упомянул наличие компаса, указывающего на следующий объект, который позволяет не затеряться в коридорах; анимацию действий, в частности, моменты, когда Вандал хочет нанести удар ногой. Также он отметил преимущество большего экрана на iPad’е при игре, чем у iPhone, что позволяло ему наносить более точные выстрелы и проще использовать кинезис. Несколько отрицательно он отметил повторяемость встреч с некроморфами на поездах и их внешний вид. В конце рецензии он отметил, что игра является полноценной главой во франчайзе Dead Space.
Рецензент AppSpy отрицательно отметил короткую продолжительность игры и отсутствие мультиплеера. Преимуществом он отметил небольшое время загрузки игры (промежутки этих загрузок заполнены сценами с некроморфами на поезде)
Рецензент AG в целом критически отнесся к игре. Положительной чертой он отметил управление в игре, однако критически отнесся к переключению между режимами стрельбы, порекомендовав первым делом отключить её. Отрицательно он отметил дизайн уровней, общую, по его мнению, безыдейность игры и повторяемость событий, в частности, эпизодов с платформой поезда. Также отрицательно он отметил линейность прохождения и попытки запугать игрока, последние он назвал «неудачными». В конце он отметил, что, по его мнению, более подходящим жанром для игры был бы экшн-платформер.